# Cabra (Insel)
Cabra, englisch Cabra Island, ist eine philippinische Insel im Südchinesischen Meer. Sie liegt etwa 3 km vor der Nordwestspitze der Insel Lubang.

## Geographie
Die flache, spärlich bewachsene Insel ist die nordwestlichste der Lubang-Inseln. Der kleine Ort Cabra liegt an der Nordostküste.

## Verwaltung
Cabra bildet mit dem Nordwestteil der Insel Lubang die Gemeinde Lubang (Municipality of Lubang) in der philippinischen Provinz Occidental Mindoro.

## Leuchtturm

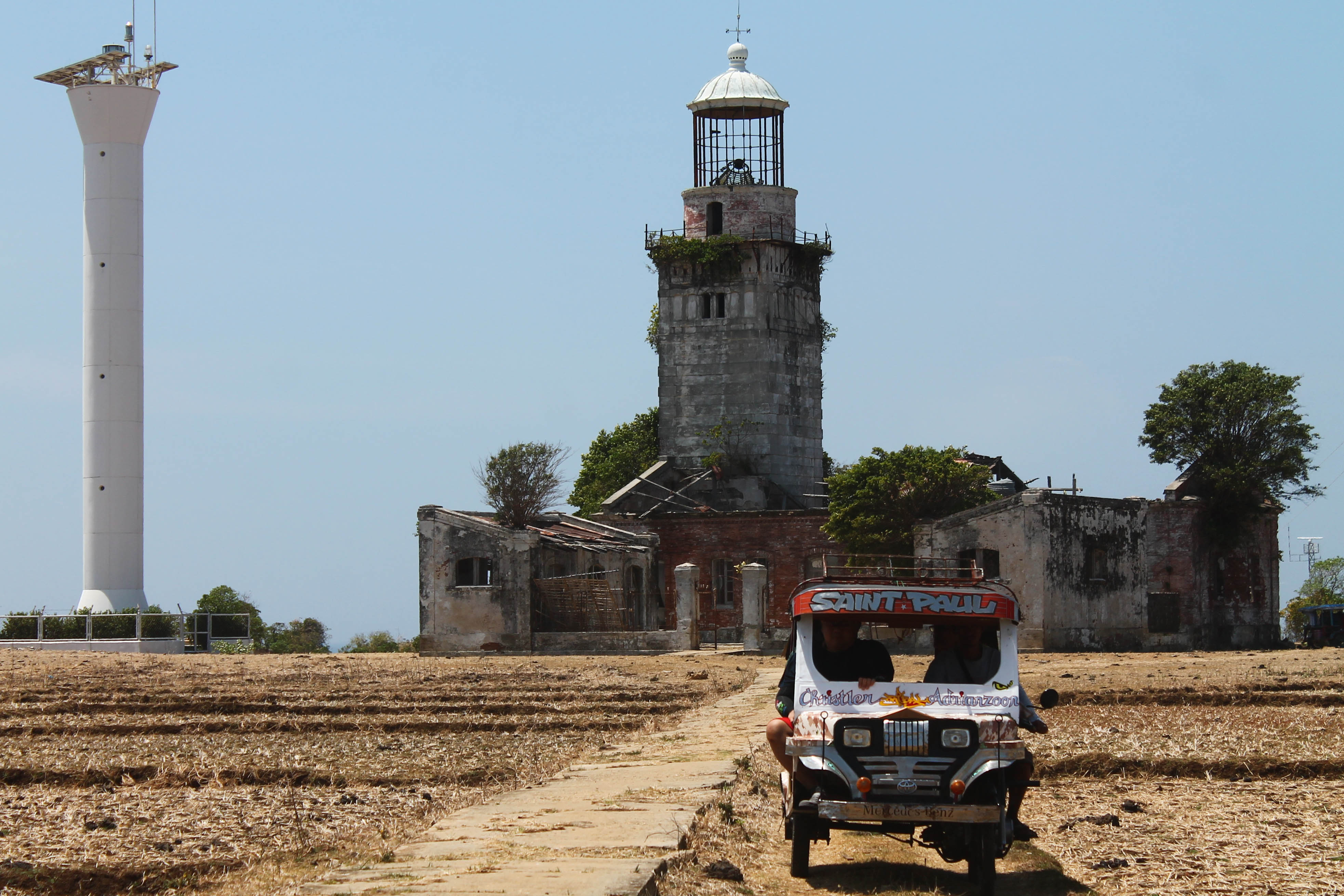
Cabra Island Lighthouse, 2014

Im Norden von Cabra befindet sich die Leuchtturmanlage Cabra Island Lighthouses, bestehend aus einem inaktiven historischen Leuchtturm von 1889 und einem modernen Turm.